# Rue des Deux-Écus
La rue des Deux-Écus est une ancienne rue qui était située dans les anciens 3e et 4e arrondissements de Paris et qui a été absorbée entre 1864 et 1906 lors de la création de la rue Berger, de la rue du Louvre et dans le cadre de la réorganisation des abords des Halles de Paris.

## Situation

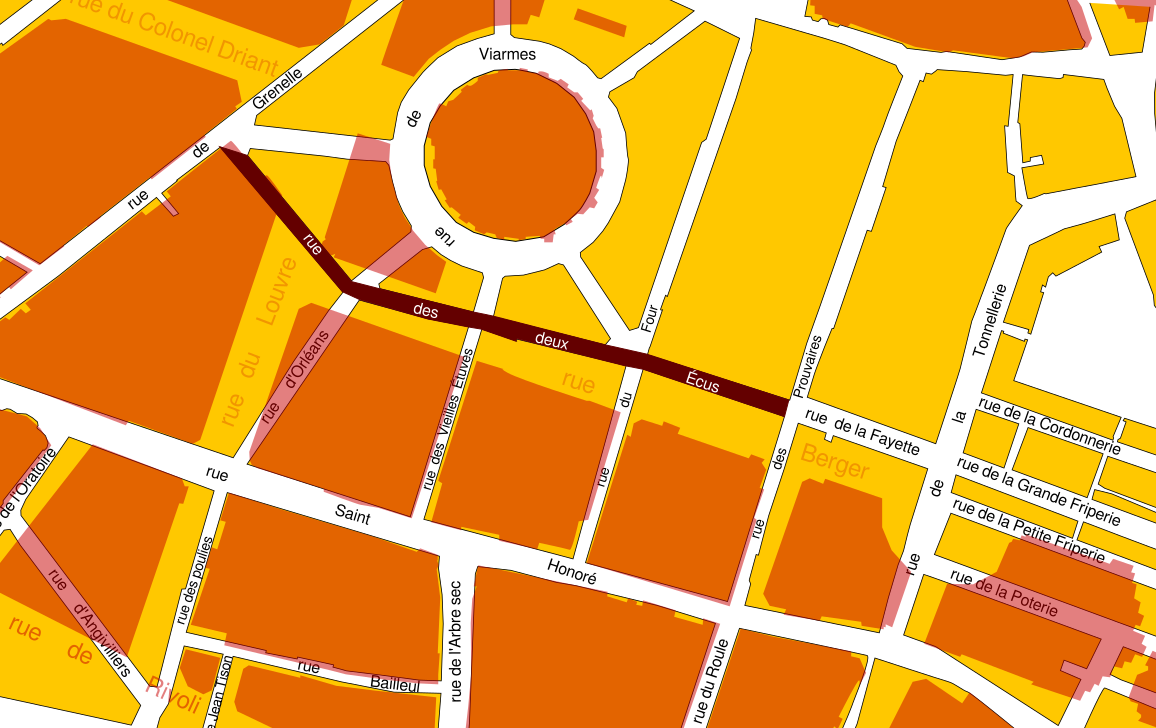
La rue des Deux-Écus à la fin du XVIIIe siècle (en superposition, le tracé des rues en 2014).

En 1817, la rue des Deux-Écus commençait aux 19-21, rue des Prouvaires et finissait aux 24-26, rue de Grenelle-Saint-Honoré et rue Mercier.
Les numéros impairs de 1 à 11 et les numéros pairs de 2 à 10 étaient situés dans l'ancien 3e arrondissement dans le quartier Saint-Eustache.
Les numéros impairs de 13 à 35 et les numéros pairs de 12 à 48 étaient situés dans l'ancien 4e arrondissement dans le quartier de la Banque de France.
Les numéros de la rue étaient rouges. D'une longueur de 245 mètres le dernier numéro impair était le no 35 et le dernier numéro pair était le no 48.

## Origine du nom
La rue doit son nom à l’enseigne « des Deux-Écus » qui s’y trouvait.

## Historique
Elle est citée dans Le Dit des rues de Paris (1280-1300) de Guillot de Paris sous le nom « rue des Escus ».
Au XVe siècle, de la rue des Prouvaires à la rue des Vieilles-Étuves-Saint-Honoré, elle portait le nom de « rue Traversaine », « rue Traversane » et « rue Traversine » ; de la rue des Vieilles-Étuves-Saint-Honoré à la rue d'Orléans-Saint-Honoré, elle portait le nom de « rue de la Hache » et « rue des Deux-Haches » ; la partie qui s'étendait de la rue d'Orléans-Saint-Honoré à la rue de Grenelle-Saint-Honoré ne fut ouverte qu'en 1577 sur l'emplacement du couvent des Filles-Pénitentes.
Voici la lettre adressée à ce sujet par Catherine de Médicis au prévôt des marchands de Paris :

« Monsieur le prevost, pour ce que je désire faire, fermer la rue qui est près ma petite maison et au mesme instant faire ouvrir celle que j'ay ordonné estre faicte où estoit la porte de l'hostel des Pénitantes, qui passera entre la rue de Grenelle j'ai donné charge à Marcel, mon receveur-général, de vous aller trouver et vous bailler la présente que je vous faict à ceste fin en vous priant de ma part comme je fais par ycelle de bailler incontinent la permission nécessaire pour fermer la dicte rue et ouvrir l'austre, et pour que vous entendiez par eun bien au long mon intention la dessus, je ne vous ferez la présente plus longue que pour prier Dieu, monsieur le prevost, vous tenir en sa saincte et digne garde : ce faict à Poictiers le 6je jour de septembre 1577. Signé Catherine. »

Conformément aux ordres donnés par la reine mère, on supprima la partie de la rue des Vieilles-Étuves comprise entre les rues des Deux-Écus et d'Orléans, et l'on prolongea la rue des Deux-Écus jusqu'à celle de Grenelle.

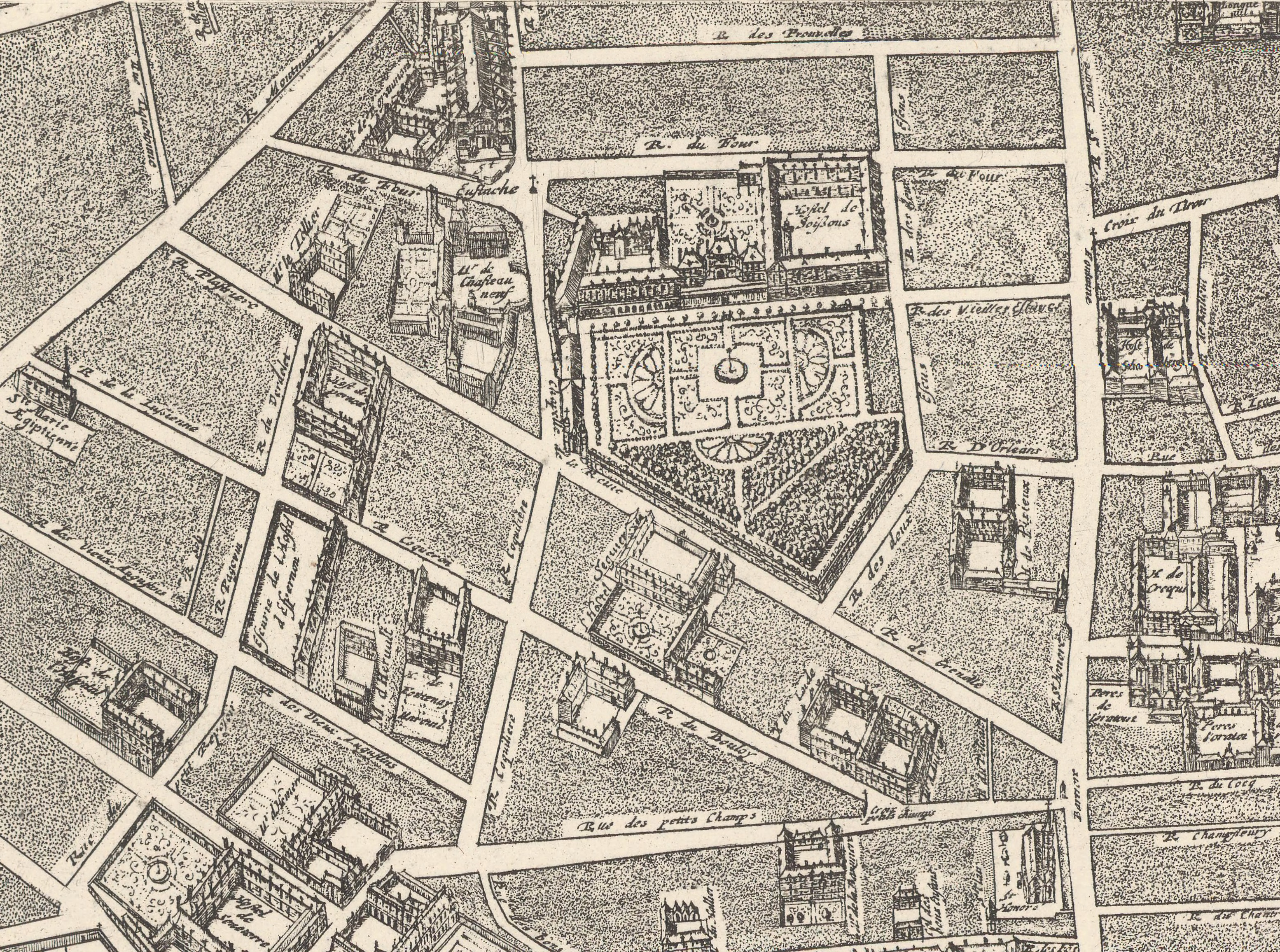
La rue « des deux Escus » et son environnement sur un extrait du plan de Gomboust (1652).

Elle est citée sous le nom de « rue des Deux escuz », dans un manuscrit de 1636 dont le procès-verbal de visite, en date du 22 avril 1636, indique qu'elle est « salle, boueuse et remplie d'immundices et de plus avons particulièrement veu quantité de fumiers compiliez avec boues, qui arrestent le cours des eaues des ruisseaux ».
Une décision ministérielle en date du 9 germinal an XIII (30 mars 1805), signée Champagny, fixe la moindre largeur de la rue des Deux-Écus à 9 mètres.
La rue des Deux-Écus est l'une des rues disparues au profit du prolongement de la rue Berger qui implique l'élargissement de la voie à 16 mètres au détriment des maisons du côté septentrional (impair). Les démolitions se font en plusieurs étapes. La section allant de la rue des Prouvaires à la rue du Four-Saint-Honoré disparaît en 1853. L'année suivante, sa largeur est définitivement fixée à 20 mètres. À partir de 1866 sont démolies les maisons du côté impair de la section suivante, qui s'étend jusqu'à la rue d'Orléans-Saint-Honoré. Vingt ans plus tard, en 1886, les maisons de la dernière section, entre la rue d'Orléans-Saint-Honoré et la rue Jean-Jacques Rousseau (précédemment rue de Grenelle-Saint-Honoré) sont déclarés cessibles immédiatement en vue du prolongement de la rue du Louvre et détruites en 1887 à l'exception des deux dernières (anciens nos 33 et 35 rue des Deux-Écus). Devenues les nos 1 et 3, place des Deux-Écus, ce sont les seules encore debout de la rue des Deux-Écus. Le côté pair entre la rue du Four-Saint-Honoré et la rue d'Orléans-Saint-Honoré, resté intact jusqu'en 1934, est démantelé cette même année pour déblayer l'emplacement du futur pavillon no 2 des Halles centrales,.
La rue est citée par Jules Vallès dans le premier chapitre du deuxième tome de sa trilogie autobiographique, Le Bachelier. 
Lors de son arrivée à Paris à l'aube, un employé des Messageries lui conseille un hôtel " pas cher " situé rue des Deux-Écus.

## Bâtiments remarquables et lieux de mémoire
Paul Poiret (1879-1944) qui fera carrière comme grand couturier, parfumeur et décorateur a passé son enfance dans cette rue où son père Auguste Poiret (vers 1840-1903), était établi comme marchand-drapier.